# Bernard Dumot
Bernard Dumot (né le 14 août 1950 à Châteauroux dans l'Indre) est un joueur de football français qui évoluait au poste de milieu de terrain.

## Biographie
Bernard Dumot joue en faveur de Châteauroux, du Paris Saint-Germain, de l'US Orléans, et enfin du Paris FC.
Il dispute huit matchs en Division 1, sans inscrire de but, et 53 matchs en Division 2, marquant trois buts.